# نادي منتصف الليل (مسلسل)
نادي منتصف الليل (بالإنجليزية: The Midnight Club) هو مسلسل رعب غموض إثارة أمريكي قادم من صناعة مايك فلاناغان وبطولة إيمان بنسون، أديلا وإيجبي ريجني، من المقرر عرضه على منصة نتفليكس في 7 أكتوبر 2022..

## روابط خارجية
- نادي منتصف الليل (مسلسل) على موقع IMDb (الإنجليزية)
- نادي منتصف الليل (مسلسل) على موقع ميتاكريتيك (الإنجليزية)
- نادي منتصف الليل (مسلسل) على موقع روتن توميتوز (الإنجليزية)
- نادي منتصف الليل (مسلسل) على موقع نتفليكس (الإنجليزية)
- نادي منتصف الليل (مسلسل) على موقع كينوبويسك (الروسية)
- نادي منتصف الليل (مسلسل) على موقع ألو سيني (الفرنسية)
- نادي منتصف الليل (مسلسل) على موقع قاعدة بيانات الفيلم (الإنجليزية)